# Салехабаде-Сейедабад
Салехабаде-Сейедабад (перс. صالح‌آباد صیدآباد‎) — село на севере Ирана, в остане Тегеран. Входит в состав шахрестана Тегеран. Является частью дехестана (сельского округа) Афтаб бахша Афтаб.

## География
Село находится в центральной части остана, к востоку от автодороги , на расстоянии приблизительно 1 километра (по прямой) к югу от города Тегеран, административного центра шахрестана. Абсолютная высота — 1080 метров над уровнем моря.

## Население
По данным переписи 2006 года население села составляло 2420 человек (1256 мужчин и 1164 женщины). В Салехабаде-Сейедабаде насчитывалось 564 домохозяйства. Уровень грамотности населения составлял 75,8 %. Уровень грамотности среди мужчин составлял 78,9 %, среди женщин — 72,4 %.
В 2016 году в селе имелось 463 домохозяйства и проживало 1646 человек (836 мужчин и 810 женщин).